# Guerra de los campesinos alemanes
La guerra de los campesinos alemanes (en alemán: Deutscher Bauernkrieg), también llamada la revolución del hombre común (en alemán: Erhebung des gemeinen Mannes) fue un levantamiento o revuelta de los campesinos en el Sacro Imperio Romano Germánico entre 1524 y 1525. Consistió, como el movimiento inicial Bundschuh y las guerras husitas, en una serie de revueltas, tanto económicas como religiosas, por parte de campesinos de religión católica y nobles que se habían pasado al protestantismo de Lutero. El movimiento no tenía un programa común.
El conflicto, que fue más profundo en el sur, oeste y centro de Alemania, pero que también afectó a áreas de Austria y Suiza, contó durante la primavera y el verano de 1525 con un total estimado de 300 000 campesinos insurgentes y dejó un saldo de 130 000 víctimas entre los sublevados (100 000 según otras estimaciones). La revuelta popular fue la más masiva y generalizada en Europa hasta la Revolución francesa en 1789.

## Causas y contexto
Al comienzo del siglo XVI, la disgregación del Sacro Imperio Romano Germánico se aceleraba. Los poderes y prerrogativas de los príncipes regionales se habían acrecentado en el curso de los años en desmedro del emperador, quien a su vez estaba ocupado en la defensa externa del imperio en sus luchas contra Francia y el Imperio otomano. La parte sur del imperio, Suabia en especial, estaba dividida en una multiplicidad de pequeños feudos relativamente autónomos.
A su vez, los distintos estamentos sociales de estos feudos formaban un complejo mosaico de estratos sociales, con intereses y objetivos a veces contrapuestos, a veces coincidentes, que favorecían, incluso en el seno de un mismo grupo, intrincados juegos de alianzas y querellas.
Las razones que condujeron al levantamiento del año 1525 eran múltiples, pero radicaban principalmente en la desfavorable evolución de la situación económica y legal de los campesinos, evolución esta que no difería mayormente entre una y otra región.

### Situación del campesinado
El campesinado constituía el grueso de la población del Imperio y todas las cuestiones relativas a este eran tratadas y resueltas a nivel local por los príncipes territoriales.
Los campesinos no tenían, a diferencia de los otros estamentos sociales, ninguna participación ni derecho político en la vida del imperio. Pero sobre ellos pesaba la mayor carga del mantenimiento de la sociedad feudal: príncipes, nobles, funcionarios, patricios y el clero se beneficiaban de la fuerza de trabajo de aquellos. El número de beneficiarios se había acrecentado en sucesivas generaciones, no así los recursos de los campesinos. Por el contrario, fueron las cargas que pesaban sobre los mismos las que aumentaron con el transcurso del tiempo: en el siglo XVI, al «diezmo grueso» y al «diezmo menudo» se sumaban tasas de todo tipo, impuestos de guerra, aduanas, intereses y numerosos y variados tipos de servicios personales a los que fueron obligados en beneficio de los nobles.
Por otra parte, en la Alta Suabia, Wurtemberg, Franconia, Alta Sajonia y Turingia era habitual la partición de las herencias sobre una base real, es decir, dividiendo efectivamente el territorio cultivable entre los herederos, razón por la cual, la misma superficie global de producción se fraccionaba cada vez más. Muchas de estas pequeñas explotaciones no eran económicamente viables, en parte por las cargas que pesaban sobre las mismas.
La multiplicación de pequeñas unidades productivas favorecía el establecimiento de fronteras y aduanas internas, así como el desarrollo de una mentalidad localista que frenaba la expansión de la economía.
Los problemas económicos, las guerras, las malas cosechas y la presión ejercida por los señores acrecentaban la situación de dependencia y la servidumbre del campesinado.
Las propiedades comunales se habían expropiado. Los derechos de utilización de terrenos comunes de pastoreo, de tala de bosques, de pesca y de caza, antes comunitarios, habían sido limitados o suprimidos.

### La nobleza
La alta nobleza (príncipes) no actuaba para mejorar las condiciones de vida de los campesinos, el mantenimiento del statu quo le garantizaba —con el apoyo de la coerción— la supervivencia de sus privilegios y ventajas.
La pequeña nobleza tenía sus propios problemas y debía enfrentar, en los albores del Renacimiento, la desaparición de su rol y significación histórica. Ello la llevó a organizar sus propios motines, como la frustrada «Revuelta de los caballeros palatinos» de 1523 liderada por Franz von Sickingen.
Algunos pequeños nobles se dedicaban al saqueo, lo que no contribuía precisamente a mejorar la lamentable situación en la que ya se encontraban los campesinos.

### El clero
En el clero existían a su vez estratos claramente diferenciados.
Por una parte, algunos jerarcas eclesiásticos como arzobispos, obispos, abades y otros prelados se oponían a cualquier cambio de la situación existente. El catolicismo era en algunos casos pilar central del sistema feudal: las instituciones eclesiásticas, el modelo feudal estaba calcado sobre ciertos puntos del modelo eclesiástico. Algunos de sus altos dignatarios eran al mismo tiempo príncipes con grandes territorios y siervos a su cargo, a los que explotaban ocasionalmente como los señores seculares.
Por otra parte, se encontraba el clero popular (curas de pueblos y de campiñas), cuya situación económica se asemejaba más a la de las clases desfavorecidas que a la de la aristocracia eclesiástica. Pese a su condición de eclesiásticos, no fueron por ello ajenos a la simpatía de burgueses y de las clases desfavorecidas. Algunos participaron e incluso perecieron en los movimientos populares acusados de herejes.

### La Reforma protestante

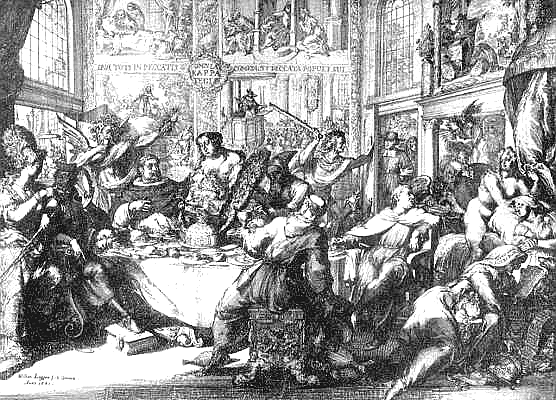
Caricatura representando a un eclesiástico de vida licenciosa.

En el seno de la Iglesia tenían lugar hechos criticados (que posteriormente se dieron también en la naciente iglesia protestante). Muchos prelados, llamados despectiva o jocosamente Pfaffen (clerizontes) por sus contemporáneos, llevaban un tren de vida ostensiblemente licencioso, aprovechándose, por un lado, de las fundaciones y herencias en su favor provenientes de los sectores más pudientes y, por otro, de los cánones impuestos y de las donaciones de los más pobres.
Pero algunos sectores de la Iglesia no solo obtenían sus ingresos de diezmos y donaciones, sino también de la fe popular, con medios tales como reliquias a las que se atribuían poderes milagrosos y, sobre todo, la piedra del escándalo, y a veces a través de la lucrativa venta de indulgencias, según los puntos que constituyeron el grueso de las denuncias de Martín Lutero contra el papado. Posteriormente, el no pagar lo que se enviaba a Roma indujo a algunos príncipes a sumarse a los luteranos, y con las desigualdades en la protección de distintas confesiones en la paz de Augsburgo, contribuyó al desencadenamiento de la guerra de los Treinta Años, que iba contra el poder central, más que de religión.
En Roma, el centro de la autoridad espiritual, ciertos papas actuaban tanto como mecenas de las bellas artes (que estaban obligados a financiar de una u otra forma), como intrigantes príncipes territoriales y guerreros. Entre algunos métodos para el acceso a los altos cargos eclesiásticos figuraban el nepotismo, el clientelismo y la corrupción. 
Tal estado de cosas ya había sido objeto de vivas críticas entre clérigos y campesinos, originando en el pasado fallidas revueltas, tales como los casos de Hans Böhm en la Baja Franconia, de Girolamo Savonarola en Florencia o de Jan Hus en Bohemia.
Pero cuando (según se cree) el fraile dominico Johann Tetzel, por encargo de Alberto de Brandeburgo (el endeudado arzobispo de Maguncia) y del papa León X, recorría Alemania en 1517 en una exitosa gira de venta de indulgencias con el lema: 

Tan pronto la moneda en el cofre resuena, el alma al cielo brinca sin pena

el agustino Martín Lutero, protegido por algunos nobles, y al que Carlos V no había puesto bajo arresto como le pedía la Iglesia católica, estimó que la gota había desbordado el vaso. El momento había llegado: elaboró sus 95 tesis y el 31 de octubre de 1517 las clavó en las puertas de la Iglesia del Castillo de Wittenberg, poniendo en marcha la Reforma protestante y logrando la Contrarreforma católica.
La argumentación de Martín Lutero en su escrito La libertad cristiana (1520), en el sentido de que «un cristiano está sujeto sobre todo al Señor y a nadie más que a él, incluido quien escribe», así como la traducción en 1522 del Nuevo Testamento al alemán, constituyeron verdaderos detonantes: a partir de ese momento era posible, Biblia en mano, cuestionar los privilegios de los nobles que estaban basados, pretendidamente, en la voluntad divina.
Por su parte, Ulrico Zuinglio en Zúrich y Thomas Müntzer en Allstedt difundieron las tesis de que todos los hombres podían encontrar, sin necesidad de intermediarios, el camino hacia Dios y lograr la salvación de sus almas. Con ello se contradecían las enseñanzas de la Iglesia católica (y de paso de los reformistas que la emiten, ya que también serían intermediarios en la interpretación bíblica). Así se trataba de incentivar en el hombre común la idea de que el clero, además de haberse alejado de su propia doctrina, era en gran medida superfluo.
El campesinado y muchos clérigos tampoco encontraban razón bíblica alguna que justificara la situación calamitosa que les tocaba vivir. Más aún, las limitaciones efectuadas por los señores al derecho antiguo contradecían el derecho divino: si Dios había creado animales y plantas sin la intervención del hombre y para el provecho de todos los hombres por igual, ¿por qué no habrían de aspirar a los mismos derechos que los nobles y que el clero?

## Precedentes históricos
El largo deterioro de la situación de los campesinos había sido ya fuente de numerosos conflictos y levantamientos regionales. Disparadores de éstos habían sido generalmente problemas locales.
Entre estos pueden citarse:
- desde 1291: levantamientos en la antigua Confederación Suiza contra los Habsburgo
- 1419-1420 y 1433-1434: guerras husitas en Bohemia
- 1476: revueltas de Hans Böhm en Franconia
- 1478: levantamiento campesino en Carintia
- 1492: levantamiento en Algovia
- 1493: conjuración "Bundschuh" en Alsacia
- 1502: conjuración "Bundschuh" en Espira
- 1513: conjuración "Bundschuh" en Brisgovia
- 1514: levantamiento del "pobre Konrad" en Wurtemberg
- 1517: conjuración "Bundschuh" en la Selva Negra.

Descontento y protestas no eran ajenos a los habitantes de las ciudades. Así, ya en 1448 pueden citarse las manifestaciones de Berlín. En los años inmediatamente precedentes a las guerras campesinas, tuvieron lugar acontecimientos y manifestaciones en el curso de las cuales los habitantes de las ciudades se solidarizaron con los campesinos, entre otras en 1509 en Erfurt, en 1511 en Ratisbona, Brunswick, Espira, Colonia, Schweinfurt, Worms, Aquisgrán, Osnabrück y en otras.
Casi todos estos levantamientos fueron violentamente reprimidos. Solo la larga protesta de los campesinos montañeses suizos fue coronada con éxito. Pero por el resto, la situación de los campesinos no mejoró en absoluto; en la mayoría de los casos los levantamientos solo trajeron como consecuencias el acrecentamiento de políticas y medidas represivas.

## Los actores
Gran parte de los pequeños campesinos y siervos, oprimidos por múltiples y fuertes dependencias respecto de sus señores, no estaban para nada movidos por el ardor guerrero. En su gran mayoría analfabetos, ignorantes y habituados de tiempo atrás a su condición servil, lo que más les interesaba era recuperar antiguos beneficios perdidos y poder vivir modesta y pacíficamente en el respeto y en el temor de Dios. Sus anhelos se reducían a limitar las cargas y moderar las servidumbres que pesaban sobre ellos. Pero aun esto chocaba contra las piedras angulares del orden existente, lo que acrecentaba su sentimiento de inmerecida injusticia.
No solo hubo campesinos, sino artesanos, mineros e intelectuales que apoyaron el levantamiento. Buscaban la abolición de los impuestos a la herencia, la reducción de los diezmos, los servicios laborales y las rentas, la revocación de las leyes contra la caza, el derecho a recolectar leña y a usar lo común y rechazaban la servidumbre.
Eran sobre todo las clases superiores de las poblaciones rurales las que anhelaban cambios más profundos. Entre estos grupos se encontraban funcionarios de las comunidades, jueces rurales, artesanos, trabajadores manuales, así como burgueses que explotaban predios en las campañas, los así llamados Ackerbürger. Estos grupos sostenían el levantamiento y presionaron en muchos casos a los más pobres y a los indigentes a enrolarse en las bandas campesinas. En realidad, numerosos sectores de las burguesías ciudadanas se hallaban en una situación paradójica: por una parte, su prosperidad económica dependía de los favores del clero y de la nobleza y de los hábitos de consumo de éstos; por otra, se veían limitados en sus ambiciones de expansión por la rigidez y las cargas de las estructuras feudales. 
Tales factores explican que también se haya referido al levantamiento del año 1525 como «la revolución del hombre común» y, más recientemente, como «la temprana revolución burguesa».
Finalmente, un cierto número de nobles, algunos tránsfugas, otros mercenarios, otros movidos por diversas razones y expectativas, se enrolaron del lado de los campesinos y les brindaron apoyo, no necesariamente desinteresado, para las acciones militares (o saqueos). Dos de los más célebres fueron Florian Geyer y Götz von Berlichingen, este último apodado «el caballero de la mano de hierro».

## La escalada: el año 1524
En 1524 comenzaron los conflictos en Forchheim, en las cercanías de Núremberg, y poco después en Mühlhausen y Érfurt. En octubre de 1524 se levantaron los campesinos en Stühlingen, en el valle del río Wutach. Luego se dirigieron 3500 campesinos hacia Furtwangen.
En la Alta Suabia, rodeando el lago de Constanza, la rebelión fermentaba desde hacía ya un tiempo, y en un breve lapso, entre febrero y marzo de 1525, se crearon tres de los más famosos grupos armados: la Banda de Baltringen, la del Lago y la de Algovia.
La más importante era la de Baltringen: más de 12 000 campesinos, burgueses y pequeños clérigos se reunieron en pocos días en las viñas de Baltringen, junto a Biberach.
La Banda de Algovia, en las cercanías de Lindau, estaba integrada por unos 12 000 hombres, entre ellos muchos simples clérigos y también lansquenetes.
Los 7000 campesinos de Algovia, que sobre todo se sublevaban contra el principado-abadía de Kempten, acamparon cerca de Leubas.

## Tentativas de organización y de negociación

### Las reuniones de Memmingen
Las tres bandas de campesinos de la Alta Suabia querían fundamentalmente mejorar sus condiciones de vida, no comenzar una guerra en gran escala.
Unos cincuenta representantes de las tres bandas se reunieron en la ciudad libre de Memmingen, donde la burguesía simpatizaba con el campesinado. Los líderes de los campesinos, utilizando argumentos bíblicos, procuraban estructurar sus reclamaciones y hacer avanzar sus pretensiones.
El 20 de marzo de 1525, luego de muchas discusiones, el abogado Wendel Hipler, «el canciller de los campesinos», dio a conocer «los doce artículos». Estos eran a la vez catálogo de dolencias, programa de reformas y manifiesto político. Habían sido redactados por el párroco Christoph Schappeler y el peletero Sebastian Lotzner. Siguiendo el ejemplo de los campesinos suizos, fundaron al mismo tiempo la confederación de la Alta Suabia, sentando las bases en un acta constitutiva. Las bandas se comprometían a prestarse asistencia recíproca. En un corto tiempo, se editaron y distribuyeron numerosas copias de esos documentos que buscaban una difusión, hasta entonces, inusual y rápida del movimiento en todo el sur de Alemania y el Tirol.
La negociación de los doce artículos en Memmingen fue el punto crucial y decisivo de la guerra de los campesinos. Aquí, por primera vez, se establecieron de manera consensuada y escrita las reclamaciones de los campesinos. Se enfrentaron por primera vez unidos contra las autoridades. Los levantamientos de las décadas anteriores habían fracasado, sobre todo por la dispersión de los levantamientos y la falta de apoyo mutuo. Con los «doce artículos», cuyo texto se transcribe a continuación, la situación podía ser diferente.

### Los doce artículos
(Traducción literal a partir del texto en alemán del sitio del Archivo Estatal de Memmingen)

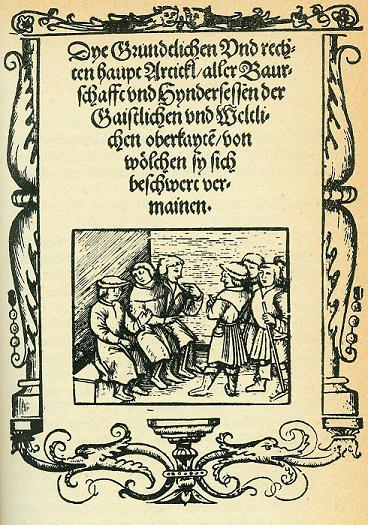
Tapa del panfleto "Los 12 artículos y reglamentos de la liga de campesinos" dirigidos a la "Asamblea de todos los campesinos" (Archivo Municipal de Memmingen).

Los fundamentales y justos artículos principales de todos los campesinos y de los súbditos de los Señores eclesiásticos, respecto de los temas por los que se sienten agraviados.
M cccc, quadratum, Ix et duplicatum
V cum transit, christiana secta peribit
Paz al lector cristiano y la Gracia del Señor a través de Cristo
Hay muchos anticristianos que, a causa de las reuniones de los campesinos, aprovechan la ocasión para desdeñar los Evangelios diciendo: ¿es esto acaso el fruto del nuevo Evangelio? ¿Que nadie tiene que obedecer y que todos en todos lugares deben levantarse en revueltas y sublevarse para reformar, quizás para destruir completamente a las autoridades, tanto eclesiásticas como terrenales? A todos esos acusadores sin Dios responden los artículos más abajo expuestos, primero para refutar esos reproches a la palabra de Dios, luego para disculpar cristianamente la desobediencia e incluso la revuelta de todo el campesinado. En primer lugar, el Evangelio no es causa de revueltas ni de desorden, por cuanto es la palabra de Cristo, el Mesías prometido, la Palabra de la Vida, que enseña sólo amor, paz, paciencia y concordia. Así, todos aquellos que creen en Cristo deben aprender a ser plenos de afecto, pacíficos, armoniosos y a soportar el sufrimiento. Por tanto, el fundamento de todos los artículos de los campesinos (como será seguidamente demostrado) es la aceptación y la vida de conformidad con el Evangelio.
¿Cómo pueden esos anticristianos afirmar que el Evangelio es causa de revuelta y de desobediencia? El que esos anticristianos y enemigos del Evangelio se opongan ellos mismos a estos requerimientos, se debe, no al Evangelio, sino al Diablo, el peor enemigo del Evangelio, que provoca tal oposición sembrando la duda en la mente de sus seguidores, y de esa manera, la palabra de Dios, que enseña amor, paz y concordia, es apartada. En segundo lugar, está claro que los campesinos solicitan que el Evangelio les sea enseñado como guía de vida y no pueden ser tratados de desobedientes o de reacios al orden. Que Dios conceda o no a los campesinos (anhelantes de vivir conforme a su palabra) la realización de sus peticiones, ¿quién encontrará una falta en la voluntad del Altísimo? ¿Quién interferirá en su juicio, quién se opondrá a su Majestad? ¿No escuchó acaso a los hijos de Israel cuando lo invocaron y los rescató de la mano del Faraón? ¿No puede Él, hoy mismo, salvar a los suyos? Sí, Él los salvará y en verdad rápidamente. En consecuencia, oh lector cristiano, lee con celo los siguientes artículos y juzga luego.
He aquí los artículos:
- El primer artículo

Primero, es nuestra humilde petición y ruego, así como nuestra voluntad y resolución, que de hoy en adelante tengamos poder y autoridad de tal manera que cada comunidad pueda elegir y nombrar a un pastor. Que tengamos también el derecho de deponerlo en caso de conducta inapropiada. El pastor así elegido nos enseñará el Santo Evangelio pura y simplemente, sin ningún agregado, doctrina o mandamiento elaborado por el hombre. Por cuanto que la continua enseñanza de la Fe verdadera nos conducirá a implorar a Dios que, a través de su Gracia, la Fe crezca dentro de nosotros y llegue a ser parte integrante de nosotros. Porque si su Gracia no obra en nosotros, permaneceremos por siempre en la carne y en la sangre, lo que equivale a la nada, ya que la Escritura claramente enseña que sólo a través de la Fe verdadera llegaremos a Dios. Sólo a través de su Gracia podremos alcanzar la santidad. Por ello, un guía y pastor es necesario y en la manera descrita está fundado en las Escrituras.
- El segundo artículo

En segundo lugar, así como un justo diezmo está establecido por el Antiguo Testamento y en el Nuevo confirmado, nosotros estamos dispuestos y deseosos de pagar el justo diezmo de grano. La palabra de Dios estableció que dar es conforme a Dios y que en la distribución a los suyos, los servicios de un pastor son requeridos. Queremos que en el futuro, quienquiera que sea el preboste eclesiástico designado por la comunidad, él recogerá y recibirá este diezmo. De ese diezmo, proveerá al pastor elegido por toda la comunidad una subsistencia decente y suficiente, al justo parecer (o con el conocimiento) de la comunidad en su totalidad. El remanente eventual será distribuido entre los pobres del lugar, según lo exijan las circunstancias y la opinión general. Si aún quedase un resto, será guardado por si alguien tuviera que abandonar el país por causa de pobreza. Se hará también provisión de este excedente para evitar que se grave con impuestos la tierra a los pobres. En el caso de que uno o más pueblos se hayan comprometido voluntariamente a pagar diezmos en razón de penuria, y que cada pueblo haya tomado esas medidas de manera colectiva, el adquirente no sufrirá pérdidas, pero queremos que se llegue a un acuerdo apropiado para el reembolso de la suma más el interés adeudado por el pueblo. Pero a aquellos que han adquirido derecho a diezmos no mediante la compra, sino mediante apropiación por la obra de sus ancestros, no les será ni se les deberá pagar suma alguna de ahora en adelante. El pueblo deberá aplicar el pago del diezmo para el mantenimiento del pastor, elegido como se indicó más arriba, o para el consuelo de los pobres, como así lo enseña la Escritura. En cuanto al diezmo menudo, sea eclesiástico o laico, no será pagado desde ahora, por cuanto el Señor Dios creó el ganado para su libre utilización por el hombre. En consecuencia, no pagaremos en lo sucesivo ese indecoroso diezmo de pura creación humana.”
- El tercer artículo

En tercer lugar, ha sido hasta ahora costumbre para algunos de tratarnos como si fuésemos de su propiedad privada, lo que es de lamentar, considerando que Cristo nos ha liberado y redimido a todos por igual, al siervo y al Señor, sin excepción, por medio del derramamiento de su preciosa sangre. Así, conforme a la Escritura somos y queremos ser libres. Esto no significa que deseamos ser absolutamente libres y no estar sujetos a autoridad alguna. Dios no nos enseña que debamos llevar una vida desordenada en los placeres de la carne, sino que tenemos que amar a Dios nuestro Señor y a nuestro prójimo. Nos conformaremos con alegría a todo esto, como Dios nos lo ha ordenado en la celebración de la comunión. No nos ha ordenado desobedecer a las autoridades, sino más bien practicar la humildad, no sólo con aquellos que ejercen la autoridad, sino con todos. Nosotros estamos así dispuestos a prestar obediencia a nuestras autoridades elegidas y regulares en todas las cosas propias que conciernen a un cristiano. Damos, pues, por sentado que Vos nos liberarán de la servidumbre como cristianos verdaderos, a menos que se nos demuestre que del Evangelio surge que debamos ser siervos.
- El cuarto artículo

En cuarto lugar, ha sido hasta ahora costumbre que a ningún hombre pobre le era permitido atrapar venado o animales salvajes o peces de las aguas fluyentes, lo que nos parece no sólo totalmente indecoroso y poco fraternal, sino también egoísta y contrario a la palabra de Dios. También en algunos lugares los Superiores conservan sus presas de caza para nuestra desazón y grandes pérdidas, permitiendo sin ningún miramiento que animales salvajes destruyan nuestros cultivos, que el Señor se esfuerza en hacer germinar para el uso del hombre y todavía, debemos sufrirlo en silencio. Todo esto es contrario a Dios y al prójimo. Al crear Dios al hombre, le dio el dominio sobre todos los animales, sobre las aves en el aire y sobre el pez en el agua. Conformemente, es nuestro deseo que si un hombre tiene posesión sobre aguas, que pruebe con documentos suficientes que ha adquirido ese derecho inadvertidamente por medio de una compra. Nosotros no queremos arrebatárselo por medio de la fuerza, pero sus derechos deben ser ejercidos de una manera fraternal y cristiana. Pero quienquiera que no pueda aducir tal prueba, deberá desistir con buena voluntad de su pretensión.
- El quinto artículo

En quinto lugar, nos agravian cuestiones relativas a la tala de madera, por cuanto que la gente noble se ha apropiado de todos los bosques para su solo uso personal. Si un pobre necesita madera, debe pagar el doble por ella. Es nuestra opinión, en lo que concierne a los bosques en posesión de un Señor, sea espiritual o temporal, que al menos que haya sido debidamente comprado, deberá ser devuelto nuevamente a la comunidad. Más aún, todo miembro de la comunidad será libre de procurarse por sí mismo la leña necesaria para su hogar. Asimismo, si un hombre requiere madera para usos de carpintería, la obtendrá sin cargo, pero con conocimiento de una persona designada por la comunidad con tal propósito. Sin embargo, ningún bosque debidamente comprado y administrado de manera fraternal y cristiana será puesto a disposición de la renta comunitaria. Si un bosque, aun aquel que en primera instancia hubiera sido injustamente objeto de apropiación, hubiera sido luego vendido en la debida forma, la cuestión será dirimida con espíritu amistoso y de acuerdo con las Escrituras.
- El sexto artículo

Nuestra sexta queja concierne los excesivos servicios que nos son requeridos, los que se multiplican día tras día. Rogamos que esta cuestión sea apropiadamente examinada de modo tal que no seamos duramente oprimidos, que tengan lugar consideraciones con gracia hacia nosotros, por cuanto que a nuestros antepasados sólo les era requerido servir de conformidad con la palabra de Dios.
- El séptimo artículo

En séptimo lugar, de ahora en adelante no admitiremos la opresión por parte de nuestros Señores, sólo les permitiremos que nos exijan lo que es justo y apropiado de conformidad con las palabras del acuerdo entre el Señor y el campesino. El Señor no deberá en lo sucesivo forzar ni presionar por servicios u otros deberes sin pago y le deberá permitir el gozo tranquilo y pacífico de sus posesiones. El campesino deberá ayudar, sin embargo, a su Señor cuando sea necesario y en tiempo adecuado, cuando no le sea desventajoso y mediando un pago apropiado.
- El octavo artículo

En octavo lugar, nos encontramos agobiados por posesiones que no pueden hacer frente a la rentas exigidas sobre aquellas. Los campesinos sufren de esta manera pérdidas y están arruinados. Pedimos a los Señores que designen personas honorables para estudiar las posesiones y fijar rentas acordes con la justicia, del tal manera que los campesinos no estén obligados a trabajar a cambio de nada, ya que su labor es digno de ser recompensada.
- El noveno artículo

En noveno lugar, nos ultraja grandemente la constante promulgación de nuevas leyes. No somos juzgados en relación con la ofensa cometida, sino a veces con enorme mala voluntad, a veces con indulgencia. En nuestra opinión, debemos ser juzgados de conformidad con el antiguo derecho escrito y el caso deberá ser decidido de acuerdo a los méritos propios del caso y no arbitrariamente.
- El décimo artículo

En décimo lugar, estamos agraviados por la apropiación por algunos individuos de praderas y campos que en tiempos anteriores pertenecieron a la comunidad. Tomaremos nuevamente posesión de dichos campos. Sin embargo, cabe que esos campos hayan sido adquiridos conforme a derecho. Cuando, por mala fortuna, las tierras hayan sido así adquiridas, un arreglo fraternal deberá tener lugar de acuerdo con las circunstancias.
- El undécimo artículo

En undécimo lugar, aboliremos total y completamente el llamado tributo por caso de defunción (“Todfall”). No lo sufriremos en absoluto de hoy en adelante ni tampoco toleraremos que viudas y huérfanos sean desvergonzadamente robados en contra de la voluntad de Dios, en violación de la justicia y del derecho, como sucedió en tantos lugares por la obra justamente de aquellos que tendrían que haberlos escudado y protegido. Esos nos han llevado a la desgracia y nos han expoliado, y pese a tener escasos fundamentos, así nos han usurpado. Dios no lo admitirá nunca más, esto será radicalmente suprimido y nadie en el futuro será obligado a pagar ni poco ni mucho.
- Conclusión

En duodécimo lugar, es nuestra conclusión y resolución final, que si uno o más artículos de los aquí expuestos no estuviesen de acuerdo con la palabra de Dios, como nosotros creemos que lo están, voluntariamente retiraremos tal artículo cuando se pruebe que realmente es contrario a la palabra de Dios mediante una clara explicación de la Escritura. O si artículos que ahora se nos concediesen se descubriere ulteriormente que son injustos, a partir de ese momento se tendrán por letra muerta, por nulos y sin efecto. Asimismo, si se descubrieren nuevos agravios basados en la verdad y en la Escritura y relacionados con ofensas a Dios o a nuestro prójimo, hemos resuelto reservarnos el derecho de exponerlos y poner en práctica nosotros mismos todas las enseñanzas cristianas. Por todo ello rogaremos a Dios, porque Él y sólo Él puede concedernos lo solicitado. Que la paz de Cristo permanezca en todos nosotros.

### Tentativas de negociación

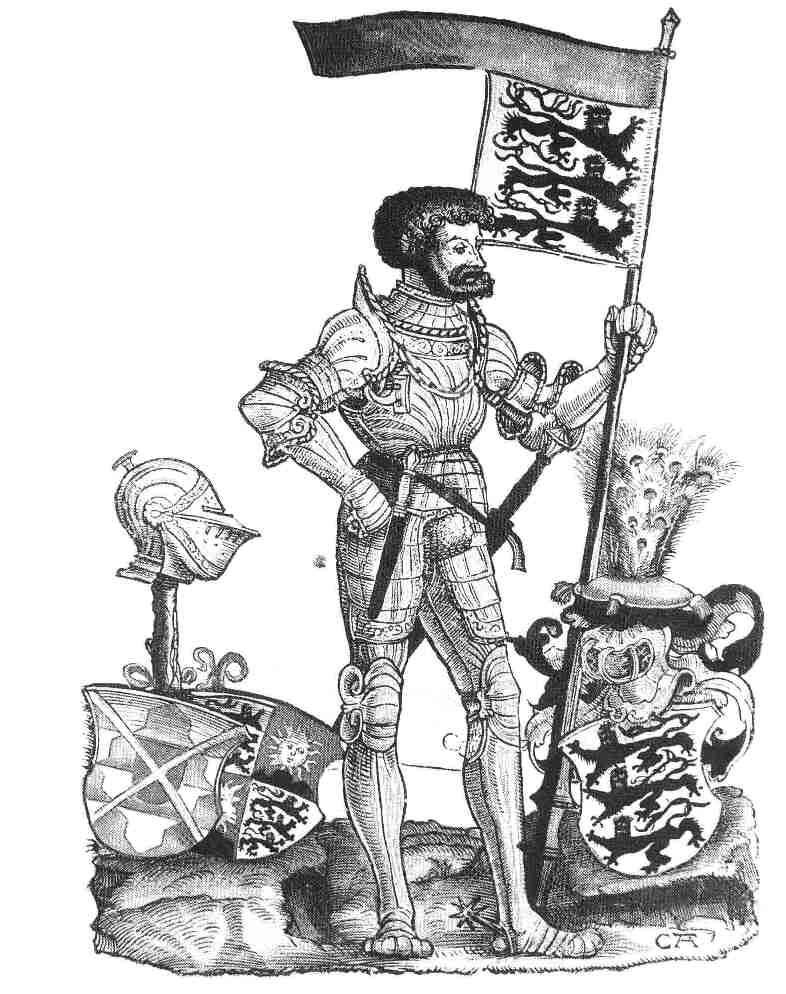
Jorge III, Senescal de Waldburg. Grabado de Christoph Amberger.

La fundación de la confederación se remitió a la Liga Suaba en Augsburgo, con la esperanza de que ésta se sumara al diálogo en una base de igualdad. Pero el conflicto ya estaba en marcha y en razón de diferentes saqueos ocurridos, los nobles de la Liga no mostraron interés por entablar negociaciones. 
Se especuló también que si los campesinos hubieran continuado las ocupaciones de tierras como anteriormente sin intentar negociar con la Liga Suaba, en vista de su gran superioridad numérica hubieran estado en condiciones de derrotarla o de que, por lo menos, sus reclamaciones hubieran sido tomadas más en serio.
Sostenidos por los Fugger, poderosa familia comerciante de Augsburgo, y conducidos por Jorge III, senescal de Waldburg-Zeil (apodado «Jorge de los campesinos» a causa de su intervención en este conflicto), los nobles ganaron tiempo y organizaron un ejército de 9 000 infantes, incluyendo lansquenetes y 1 500 caballeros armados para aplastar el levantamiento.

## El desarrollo de las hostilidades

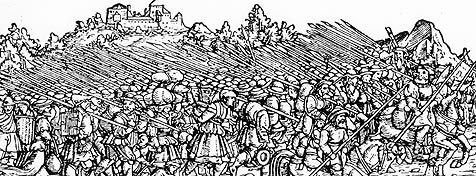
Marcha de campesinos durante la guerra.

Hacia fines de marzo de 1525 se reunió el ejército de Waldburg-Zeil en Ulm. Un poco más hacia abajo del Danubio se habían congregado alrededor del predicador Hans Jakob Wehe unos 5 000 campesinos que habían saqueado conventos y propiedades de nobles. El ejército de la Liga Suaba se dirigió entonces hacia Leipheim y ya en el camino se enfrentó con algunos grupos aislados de campesinos responsables de pillajes.
El 4 de abril tuvo lugar la primera gran batalla cerca de Leipheim, en la cual la Banda de Leipheim fue derrotada. La ciudad de Leipheim fue obligada a pagar una cuantiosa suma. Wehe y los otros cabecillas del grupo fueron ejecutados.
Luego de este evento se unieron las bandas del valle del Neckar y de Odenwald con la del valle del Tauber al mando del noble franco Florian Geyer (Banda Negra) y la "Banda de la luz diáfana". Aproximadamente 12 000 hombres se dirigieron, a las órdenes del noble Götz von Berlichingen, contra los obispos de Maguncia y Wurzburgo y el príncipe del Palatinado.
El 12 de abril, las fuerzas de la Liga Suaba se enfrentaron con la Banda de Baltringen, que fue rápidamente vencida. Los campesinos fueron desarmados y obligados a pagar elevadas indemnizaciones.
El 13 de abril, el senescal Jorge III de Waldburg-Zeil y su ejército lucharon contra la «banda del Lago», bien armada y bien preparada militarmente, y sabiamente decidió no librar batalla. Encontró un día después en Wurzach a los campesinos de la Banda de Algovia. Negoció hábilmente con ésta y la convenció de que entregaran sus armas. En el acuerdo de Weingarten del 20 de abril, dio garantías a las bandas del Lago y de Algovia de que podían retirarse libremente y de que un tribunal imparcial resolvería sus conflictos.

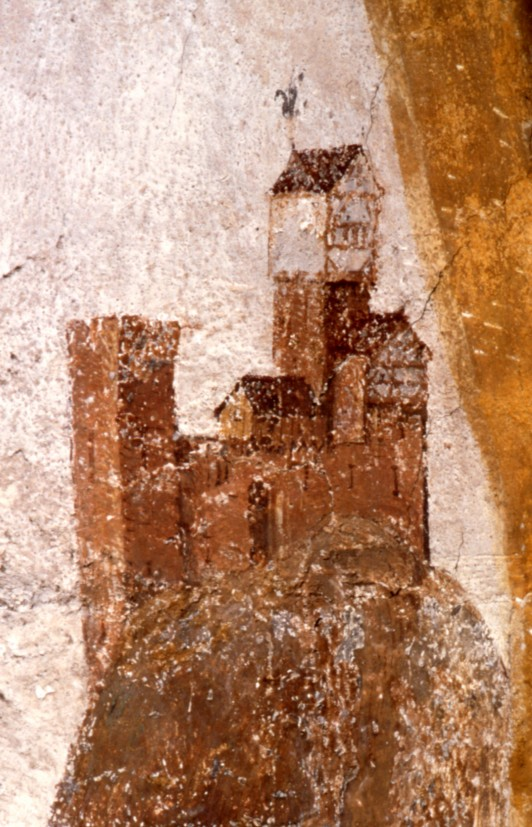
Imagen del castillo de Hohenstaufen hacia 1470 (Oberhofenkirche Göppingen).

Desde comienzos de abril se habían reunido paralelamente los campesinos del valle del Neckar y del Odenwald bajo la dirección de Jäcklein Rohrbach. En las Pascuas de 1525 (16 de abril), la Banda del Neckar se estableció en Weinsberg, donde Rohrbach ajustició haciendo «correr baquetas» (pasar en medio de una doble fila de hombres armados) al odiado Conde Ludwig von Helfenstein, el yerno del emperador Maximiliano I de Habsburgo, y a varios de sus caballeros.
La humillante ejecución de estos nobles entre las picas y bastonazos de los campesinos pasó a la historia como «la matanza de Weinsberg», siendo esta una de las razones que incitaron a varios nobles indecisos y especialmente a Martín Lutero a tomar abiertamente partido en su contra.
En la hora de las represalias, la ciudad de Weinsberg fue incendiada y Jäcklein Rohrbach capturado y quemado vivo.
El 16 de abril se reunieron los campesinos de Wurtemberg. Una vigorosa tropa de 8 000 hombres ocupó Stuttgart y luego se dirigió en mayo hacia Böblingen.
En Hall y Gmünd se reunieron pequeñas bandas; 3 000 campesinos saquearon el monasterio de Lorch y Murrhard y dejaron en ruinas el castillo de Hohenstaufen. También en Kraichgau y Ortenau se incendiaron castillos y se saquearon monasterios. 
Tras el éxito diplomático de Weingarten, el ejército del senescal Jorge III de Waldburg-Zeil se encaminó hacia el valle del Neckar. Dada su notable inferioridad numérica, los campesinos fueron derrotados en Baligen, Rottenburg, Herrenberg y en la batalla de Böblingen. El cabecilla Matern Feuerbacher huyó hacia el sur. Lo mismo sucedió el 2 de junio con la banda del valle del Neckar y de Odenwald en Königshofen.

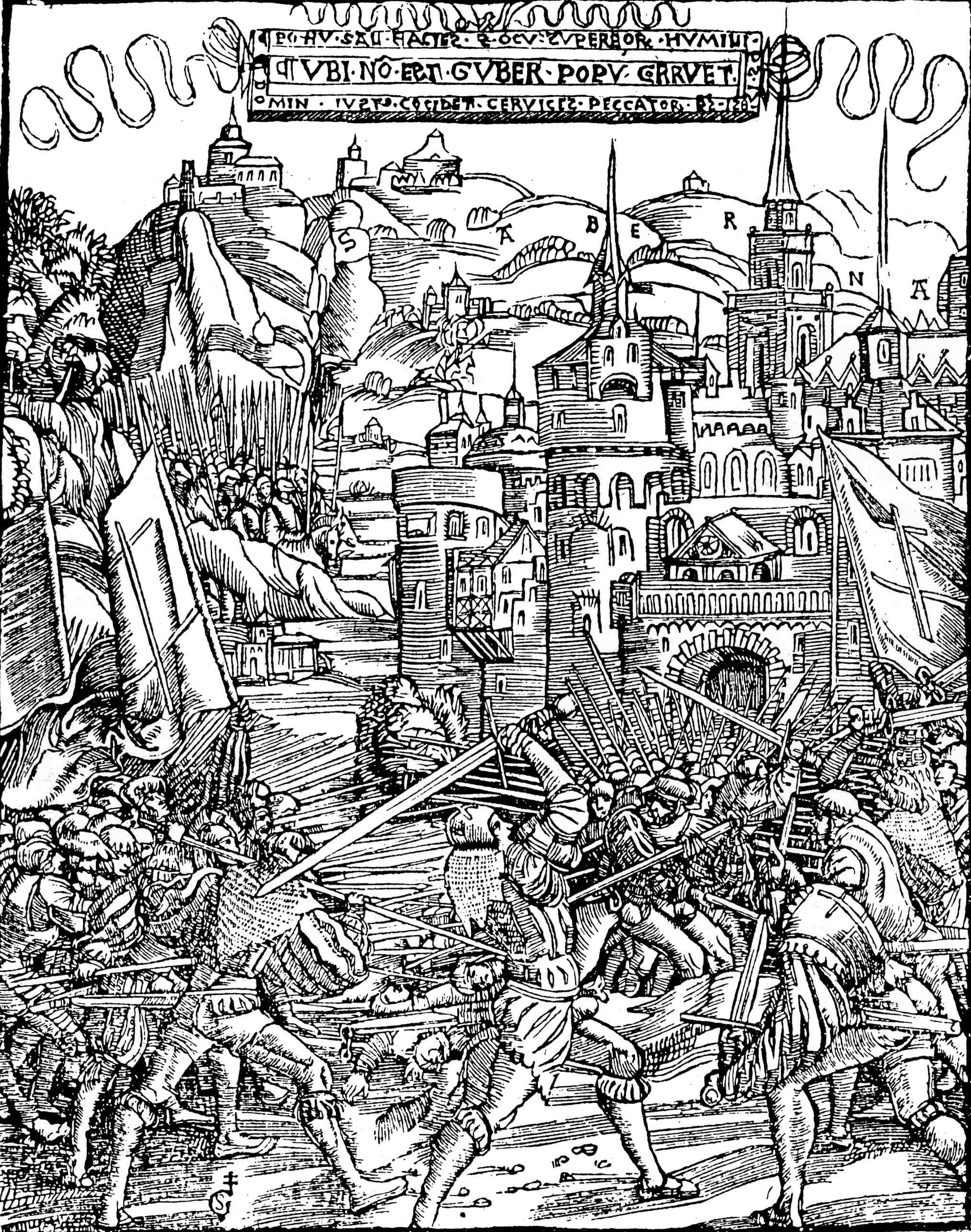
Batalla contra los campesinos (grabado de Gabriel Salmon ilustrando un libro de Nicolas Volcyre de Sérouville, 1526).

El 23 de mayo, una banda de 18 000 campesinos de Brisgovia y del sur de la Selva Negra tomaron Friburgo de Brisgovia. Luego de este éxito, el jefe Hans Müller quiso acudir en ayuda de los sitiadores de Radolfzell, pero fueron pocos los campesinos que le siguieron, ya que la mayoría prefirió volver a sus labores agrícolas. El grupo que se enfrentó finalmente con el archiduque Fernando de Austria era relativamente pequeño. 
Entretanto, en Turingia había tenido lugar el 15 de mayo de 1525 la batalla de Frankenhausen. Fue una de las más significativas de todo el levantamiento y en ella fueron aniquiladas por el ejército imperial las bandas de los campesinos de Turingia, lideradas por Thomas Müntzer, quien fue apresado, torturado en el castillo de Heldrung y decapitado el 27 de mayo en Mühlhausen. 
Los campesinos se rebelaron también en Alsacia, Mosela y Sarre. El duque Antonio de Lorena los derrotó en Saverne, donde murieron cerca de 20 000 rebeldes el 17 de mayo de 1525.
El senescal Jorge III de Waldburg-Zeil se enfrentó el 4 de junio en las cercanías de Wurzburgo con la «banda de la Luz Diáfana» compuesta por campesinos de Franconia. Estos habían sido abandonados el día anterior por su cabecilla, el noble Götz von Berlichingen, por motivos poco claros, probablemente por una traición. Privados de líder, no tenían ninguna posibilidad realista de librar un combate equilibrado. En dos horas fueron aniquilados 8 000 campesinos. Tras esta victoria, las tropas del senescal Jorge III de Waldburg-Zeil se dirigieron nuevamente hacia el sur y hacia fines de julio derrotaron en Algovia a los últimos insurgentes. En cuatro meses, su ejército había recorrido más de 1000 kilómetros.
Otras pequeñas revueltas fueron sofocadas asimismo. Entre el 23 y el 24 de junio de 1525, en la batalla de Pfeddersheim, los sublevados palatinos fueron exterminados. Hacia septiembre, todos los combates y acciones punitivas habían terminado.
El emperador Carlos V y el papa Clemente VII agradecieron a la Liga de Suabia por su rol en la contienda.

## Las consecuencias

### Para los sublevados
Las consecuencias para los sublevados fueron drásticas. Según estimaciones, ya solamente durante la fase bélica habrían perdido la vida unos 100 000 campesinos. Los sobrevivientes fueron automáticamente afectados por la proscripción imperial (Reichsacht), que comportaba una situación parecida a la muerte civil. Así fueron privados de todos sus derechos y posesiones y podían ser declarados proscritos vogelfrei. Los líderes fueron castigados con la pena de muerte.
Los otros amotinados fueron sometidos a los tribunales penales de los señores territoriales, que podían ser muy crueles. Muchos relatos dan cuenta de decapitaciones, extirpación de ojos, amputaciones de miembros y castigos similares. Aquellos que debieron pagar solamente penas pecuniarias, podían considerarse privilegiados, si bien muchos de los condenados ni siquiera estaban en condiciones de hacerlo.
Comunidades enteras fueron desposeídas de todos sus derechos por haber sostenido a los insurgentes. En parte perdieron los derechos de jurisdicción, se prohibieron las fiestas y las fortificaciones de los pueblos fueron arrasadas. Las armas debieron ser entregadas y hasta se prohibió la frecuentación de tabernas por la noche.
En algunas regiones, sin embargo, tuvo consecuencias positivas, si bien no fueron muchas. En algunos territorios fueron solucionados inconvenientes por medio de acuerdos, en los casos en que los levantamientos hubieran tenido lugar en razón de circunstancias particularmente malas, como en el caso del principado-abadía de Kempten, por el que se estableció un acuerdo en la Dieta de Espira de 1526.

### Para los jefes militares
La derrota de los campesinos sentó las bases para el enriquecimiento patrimonial de los jefes militares nobles que habían salido vencedores. El senescal Jorge von Waldburg-Zeil obtuvo muchos territorios en la Alta Suabia. El comandante Sebastian Schertlin von Bürtenbach se sirvió de los vencidos para pagar a los mercenarios empleados.

### Epílogo
Algunas bandas, como las del tirolés Miguel Gaismair, siguieron actuando en la clandestinidad algunos años más. Otros campesinos proscriptos se integraron en bandas de ladrones que operaban en los bosques. Pero no hubo más grandes levantamientos. En los tres siglos siguientes, los campesinos no protagonizaron más protestas generalizadas. Hasta la Revolución de Marzo de 1848/1849 no fueron alcanzados algunos de los objetivos formulados en los «Doce Artículos» de 1525.
Las consecuencias económicas provocadas por la desaparición de 100.000 o 130.000 campesinos, según las fuentes, fueron enormes.

## La guerra de los campesinos y la religión

### Martín Lutero
Aunque los puntos de vista de la Reforma proveyeron un justificativo esencial para los campesinos insurrectos, Martín Lutero se distanció netamente de los levantamientos. Ya en 1521 había diferenciado de manera precisa entre los ámbitos espiritual y terrenal, ya que él pretendía con la reforma cambiar la Iglesia y no —a diferencia de Savonarola— la cristianización del mundo. Las autoridades lo responsabilizaban cada vez más abiertamente por los sucesos en la guerra de los campesinos, especialmente porque no se distanciaba explícitamente y sin ambigüedad de las pretensiones campesinas. Todavía en 1525 criticaba Lutero en su «Exhortación a la paz» la conducta altanera de los príncipes. Solo después de la «matanza de Weinsberg» decidió colocarse sin ambigüedades del lado de los príncipes y condenó severamente los insurrectos:

(...) contra las hordas asesinas y ladronas mojo mi pluma en sangre: sus integrantes deben ser aniquilados, estrangulados, apuñalados, en secreto o públicamente, por quien quiera que pueda hacerlo, como se matan a los perros rabiosos.

Lutero publicó su escrito Contra los campesinos asaltantes y asesinos en un momento en que la derrota de los campesinos era ya fácilmente previsible. Su papel durante las guerras campesinas ha sido por ello criticado por los historiadores.
Después de 1525, el protestantismo perdió toda traza de espíritu revolucionario y cimentó, también apoyado por Lutero, las instituciones dominantes de la sociedad señorial, con la doctrina de la sumisión a la autoridad.

### Thomas Müntzer
Thomas Müntzer fue inicialmente un seguidor de Lutero, pero contrariamente a éste adoptó una postura totalmente radical y revolucionaria, abogando por la liberación por las armas. Pretendía establecer su visión de un orden social justo: abolición de privilegios, disolución de monasterios, creación de refugios para los desposeídos, donaciones para los pobres, una igualdad para todos; un comunismo primitivo.

## Literatura
- 1767 a 1785 - La gesta campesina, rica en eventos heroicos, intrigas y traiciones, se reveló un terreno fértil para la creación literaria, sobre todo a partir del período conocido como Sturm und Drang. Así, el primer drama muy conocido de Goethe se inspiró (sin pretensión de exactitud histórica) en el controvertido personaje de Goetz von Berlichingen, el "caballero de la mano de hierro".
- 1896 - Gerhart Hauptmann nos legó a su vez el drama Florian Geyer: la trágica guerra de los campesinos en cinco actos y un introito (1896).
- 1948 - La guerra campesina aparece en el libro El aventurero (1948), del finlandés Mika Waltari. Su inicio y desarrollo se relatan mediante el participio en ellos de los protagonistas de la novela, Miguel Karvajalka y Andrés Karlsson, que tienen ocasión de interactuar con las personalidades relevantes del momento tales como Lutero, Thomas Muntzer, o los líderes campesinos.
- 1999 - La acción de la novela Q del colectivo de escritores italiano Luther Blissett transcurre en parte durante las Guerras de los Campesinos.
- 2020 - La guerra de los pobres (La Guerre des pauvres) es una novela del escritor francés Éric Vuillard.